# ニューコクシン
ニューコクシン（英語: New Coccine, Ponceau 4R）は、赤色に着色することのできる着色料。タール色素に分類される合成着色料である。通称赤色102号（あかいろひゃくにごう）。常温では赤（暗赤色）の粒または粉末状の固体で、無臭である。
主に、工業製品の着色用途や食品添加物として使用される。旧厚生省は天然に存在しない添加物に分類している。食品用途には、洋菓子やソーセージ、漬物への使用が多い。カナダ、ベルギー、アメリカなどでは食品への使用が禁止されている。
2007年、英国食品基準庁は、食品添加物の広域スクリーニングでニューコクシンを含む数種類の合成着色料と合成保存料の安息香酸ナトリウムを同時に摂取した場合に関係を示唆する結果が得られた為、注意欠陥・多動性障害の兆候がみられる子供はこの合成着色料を避けたほうがいいと勧告し、2008年4月、英国食品基準庁 (FSA) は注意欠陥・多動性障害 (ADHD) と関連の疑われるタール色素6種類について2009年末までにメーカーが自主規制するよう勧告した。ガーディアン紙によれば、この政府勧告による自主規制の前に、大手メーカーは2008年中にもそれらの食品添加物を除去する。
- 自主規制対象のタール色素：赤色40号、赤色102号、カルモイシン（英語版）、黄色4号、黄色5号、キノリンイエロー（英語版）。

2008年3月に欧州食品安全機関 (EFSA) は同じ研究報告を評価し、観察された影響の臨床上の意義が不明なことや、研究結果の一貫性の無さ、小さなエフェクトサイズの意義が不明なこと、用量反応性の情報がないこと、食品添加物の行動への影響を誘発させる生物学的メカニズムが考えられないことを挙げ、ADI（一日摂取許容量）を変更する根拠にはならないと報告している。しかし、4月イギリスは再び排除すべきだと勧告を行い、8月には欧州は摂取量の見直しをはじめ「注意欠陥多動性障害に影響するかもしれない」という警告表示がされることになると報道された。